# العلاقات الإكوادورية البليزية
العلاقات الإكوادورية البليزية هي العلاقات الثنائية التي تجمع بين الإكوادور وبليز.

## مقارنة بين البلدين
هذه مقارنة عامة ومرجعية للدولتين:
| وجه المقارنة                                              | الإكوادور                      | بليز         |
| --------------------------------------------------------- | ------------------------------ | ------------ |
| المساحة (كم2)                                             | 283.56 ألف                     | 22.97 ألف    |
| عدد السكان (نسمة)                                         | 16.62 مليون                    | 374.68 ألف   |
| الكثافة السكانية (ن./كم²)                                 | 58.61                          | 16.31        |
| العاصمة                                                   | كيتو                           | بلموبان      |
| اللغة الرسمية                                             | اللغة الإسبانية، كيشوا ‏، شوار ‏ | لغة إنجليزية |
| العملة                                                    | دولار أمريكي، سوكري إكوادوري   | دولار بليزي  |
| الناتج المحلي الإجمالي (بليون دولار)                      | 103.06 مليار                   | 1.84 مليار   |
| الناتج المحلي الإجمالي (تعادل القوة الشرائية) بليون دولار | 185.24 مليار                   | 3.05 مليار   |
| الناتج المحلي الإجمالي الاسمي للفرد دولار أمريكي          | 6.21 ألف                       | 4.88 ألف     |
| الناتج المحلي الإجمالي للفرد دولار أمريكي                 | 11.37 ألف                      | 8.42 ألف     |
| مؤشر التنمية البشرية                                      | 0.746                          | 0.715        |
| رمز المكالمات الدولي                                      | +593                           | +501         |
| رمز الإنترنت                                              | .ec                            | .bz          |
| المنطقة الزمنية                                           | 00                             | 00           |

## منظمات دولية مشتركة
يشترك البلدان في عضوية مجموعة من المنظمات الدولية، منها:
| علم المنظمة | اسم المنظمة                                                          | تاريخ انضمام الإكوادور | تاريخ انضمام بليز |
| ----------- | -------------------------------------------------------------------- | ---------------------- | ----------------- |
|             | مؤسسة التنمية الدولية                                                | 7 نوفمبر 1961          | 19 مارس 1982      |
|             | يونسكو                                                               | 22 يناير 1947          | 10 مايو 1982      |
|             | وكالة ضمان الاستثمار متعدد الأطراف                                   | 12 أبريل 1988          | 29 يونيو 1992     |
|             | الأمم المتحدة                                                        | 21 ديسمبر 1945         | 25 سبتمبر 1981    |
|             | وكالة حظر الأسلحة النووية في أمريكا اللاتينية ومنطقة البحر الكاريبي ‏ | ?                      | ?                 |
|             | الفريق المعني برصد الأرض                                             | ?                      | ?                 |
|             | الاتحاد البريدي العالمي                                              | ?                      | ?                 |
|             | البنك الدولي للإنشاء والتعمير                                        | 28 ديسمبر 1945         | 19 مارس 1982      |
|             | الاتحاد الدولي للاتصالات                                             | 17 أبريل 1920          | 16 ديسمبر 1981    |
|             | منظمة حظر الأسلحة الكيميائية                                         | ?                      | ?                 |
|             | مؤسسة التمويل الدولية                                                | 20 يوليو 1956          | 19 مارس 1982      |
|             | منظمة التجارة العالمية                                               | ?                      | ?                 |
|             | منظمة الشرطة الجنائية الدولية                                        | ?                      | ?                 |

## وصلات خارجية
- موقع وزارة الخارجية الإكوادورية
- موقع وزارة الخارجية البليزية